# Pablo Garrido
Pablo Vargas Garrido (født 24. marts 1905 i Valparaiso – død 14. september 1982 i Santiago, Chile) var en chilensk komponist og folklorist.
Garrido var i begyndelsen selvlært som komponist, men tog så timer hos forskellige chilenske lærere. Han var leder af orkesterforeningen i Santiago.
Garrido var også stifter af Antofagasta symfoniorkester, og kritiker på avisen La Nación og  El Mercurio i Santiago.
Han har skrevet orkesterværker, klaverkoncert, balletmusik, kammermusik, klaverstykker,sange etc.

## Udvalgte værker
- "Chilensk rapsodi" - for orkester
- "Undervands fantasi - for orkester
- "Efterårs scener" - ballet
- "Mekanisk ballet" - ballet